# Krok Yu
Krok Yu – ceremonialny krok taneczny, wykonywany przez kapłanów taoistycznych i w ludowych wierzeniach chińskich podczas składania ofiar. Dla wyznawców ma znaczenie magiczne. Chód kroku Yu opiera się na stawianiu w określonej kolejności stóp w obrębie składającego się z 9 pól kwadratu. Legenda przypisuje jego stworzenie mitycznemu cesarzowi Yu, który miał uśmierzyć wody potopu, tańcząc przebrany za niedźwiedzia. W rzeczywistości taniec ten wywodzi się z archaicznych rytuałów szamańskich, w których stanowił imitację chodu ptaka.
Krok Yu stał się wzorem dla technik pracy nóg w sztukach walki typu wushu czy taijiquan, jak również charakterystycznego chodu aktorów w przedstawieniach opery chińskiej.